# Mistrzostwa Czech w Lekkoatletyce 2003
34. Mistrzostwa Czech w Lekkoatletyce – zawody lekkoatletyczne, które odbyły się w dniach 11-13 lipca 2003 na stadionie lekkoatletycznym w Ołomuńcu.

## Rezultaty

### Mężczyźni
| Konkurencja:                  | Złoto                                                              | Wynik    | Srebro                                                                     | Wynik    | Brąz                                                                  | Wynik    |
| Bieg na 100 m                 | Jiří Vojtík                                                        | 10,38    | Milan Novotný                                                              | 10,50    | Rostislav Šulc                                                        | 10,56    |
| Bieg na 200 m                 | Jiří Vojtík                                                        | 21,23    | Jan Mazanec                                                                | 21,34    | Rostislav Šulc                                                        | 21,43    |
| Bieg na 400 m                 | Václav Bláha                                                       | 46,46    | Filip Klvaňa                                                               | 47,42    | Jan Hanzl                                                             | 48,19    |
| Bieg na 800 m                 | Roman Oravec                                                       | 1:53,97  | Michal Šneberger                                                           | 1:54,99  | Lukáš Musil                                                           | 1:55,36  |
| Bieg na 1500 m                | Petr Mlateček                                                      | 3:53,32  | Petr Hubáček                                                               | 3:53,63  | Karel Váňa                                                            | 3:54,00  |
| Bieg na 5000 m                | Michael Nejedlý                                                    | 14:13,27 | Tomáš Krutský                                                              | 14:14,21 | David Gerych                                                          | 14:36,07 |
| Bieg na 10 000 m              | Jan Bláha                                                          | 30:45,26 | Michal Šmíd                                                                | 30:51,22 | Aleš Drahoňovský                                                      | 30:51,08 |
| Bieg uliczny na 10 km         | David Gerych                                                       | 30:00    | Michal Šmíd                                                                | 30:27    | Tomáš Krutský                                                         | 30:35    |
| Bieg przełajowy na 6 km       | Jiří Miler                                                         | 19:40    | Zdeněk Dúbravčík                                                           | 19,40    | Lubomír Pokorný                                                       | 19:40    |
| Bieg przełajowy na 10 km      | David Gerych                                                       | 31,45    | Tomáš Krutský                                                              | 31:48    | Michael Nejedlý                                                       | 32:30    |
| Bieg górski                   | Jan Bláha                                                          | 34,37    | Robert Krupička                                                            | 34:47    | Jan Havlíček                                                          | 35:32    |
| Półmaraton                    | Pavel Faschingbauer                                                | 1:07:18  | Jan Kreisinger                                                             | 1:09:46  | Jan Bláha                                                             | 1:10:04  |
| Maraton                       | Jan Bláha                                                          | 2:22:21  | Pavel Kryška                                                               | 2:24:52  | Jiří Wallenfels                                                       | 2:29:47  |
| Bieg na 110 m przez płotki    | Stanislav Sajdok                                                   | 13,97    | Jan Čech                                                                   | 13,98    | Michal Krejčí                                                         | 14,30    |
| Bieg na 400 m przez płotki    | Štěpán Tesařík                                                     | 49,49    | Jindřich Šimánek                                                           | 50,54    | Ondřej Daněk                                                          | 51,03    |
| Bieg na 3000 m z przeszkodami | Michael Nejedlý                                                    | 8:42,33  | David Gerych                                                               | 8:45,48  | František Zouhar                                                      | 8:59,63  |
| Sztafeta 4 × 100 m            | Dukla Praha Tomáš Zumr Stanislav Sajdok Jiří Kmínek Martin Břeň    | 41,80    | Jiskra Otrokovice Jaroslav Pospíšil Pavel Šrom Jiří Opravil Lukáš Janoštík | 42,07    | Spartak Praha 4 Karel Kolečko Michal Šída Rostislav Šulc Ondřej Benda | 42,11    |
| Sztafeta 4 × 400 m            | Slavia Praha Petr Šarapatka Petr Habásko Michal Bláha Václav Bláha | 3:09,74  | Dukla Praha Štěpán Tesařík Jindřich Šimánek Libor Hykeš Jiří Kmínek        | 3:11,63  | Jiskra Domažlice Richard Synek Josef Šrámek David Bauer Jan Mazanec   | 3:13,52  |
| Chód na 20 km                 | Miloš Holuša                                                       | 1:26:19  | Jiří Malysa                                                                | 1:27:27  | Pavel Svoboda                                                         | 1:28:55  |
| Chód na 50 km                 | Miloš Holuša                                                       | 4:04:40  | Jiří Mašita                                                                | 4:18:01  | David Šnajdr                                                          | 4:32:42  |
| Skok wzwyż                    | Jaroslav Bába                                                      | 2,27     | Jan Janků                                                                  | 2,23     | Tomáš Janků                                                           | 2,19     |
| Skok o tyczce                 | Adam Ptáček                                                        | 5,60     | Martin Kysela                                                              | 5,50     | Aleš Hončl                                                            | 5,20     |
| Skok w dal                    | Petr Hnízdil                                                       | 7,66     | Štěpán Wagner                                                              | 7,57     | Zbyněk Hnízdil                                                        | 7,54     |
| Trójskok                      | Petr Hnízdil                                                       | 16,06    | Miron Mutyaba                                                              | 15,78    | Jan Marcis                                                            | 15,62    |
| Pchnięcie kulą                | Petr Stehlík                                                       | 20,33    | Antonín Žalský                                                             | 18,74    | Arnošt Holovský                                                       | 18,10    |
| Rzut dyskiem                  | Libor Malina                                                       | 61,11    | Antonín Žalský                                                             | 55,41    | Tomáš Jirásek                                                         | 54,51    |
| Rzut młotem                   | Lukáš Melich                                                       | 74,72    | Vladimír Maška                                                             | 74,15    | Pavel Sedláček                                                        | 71,11    |
| Rzut oszczepem                | Miroslav Guzdek                                                    | 75,65    | Michal Šafář                                                               | 74,45    | Petr Bělunek                                                          | 71,70    |
| Dziesięciobój                 | Vít Zákoucký                                                       | 7133     | Milan Kohout                                                               | 7058     | Aleš Pastrňák                                                         | 6951     |

### Kobiety
| Konkurencja:                  | Złoto                                                                            | Wynik    | Srebro                                                                       | Wynik    | Brąz                                                                          | Wynik    |
| Bieg na 100 m                 | Tereza Košková                                                                   | 11,73    | Hana Benešová                                                                | 11,76    | Pavlína Dlouhá                                                                | 11,97    |
| Bieg na 200 m                 | Hana Benešová                                                                    | 24,08    | Lenka Ostravská                                                              | 24,32    | Tereza Košková                                                                | 24,56    |
| Bieg na 400 m                 | Eva Follnerová                                                                   | 54,34    | Jitka Bartoničková                                                           | 54,93    | Jitka Burianová                                                               | 55,31    |
| Bieg na 800 m                 | Petra Lochmanová                                                                 | 2:06,70  | Veronika Mráčková                                                            | 2:06,93  | Lenka Kalábová                                                                | 2:07,07  |
| Bieg na 1500 m                | Andrea Šuldesová                                                                 | 4:14,57  | Renata Hoppová                                                               | 4:20,88  | Lucie Müllerová                                                               | 4:26,04  |
| Bieg na 5000 m                | Michaela Mannová                                                                 | 15:54,10 | Petra Kamínková                                                              | 16:03,98 | Lenka Švaňhalová                                                              | 16:14,74 |
| Bieg na 10 000 m              | Petra Kamínková                                                                  | 33:58,20 | Alena Peterková                                                              | 35:12,64 | Irena Šádková                                                                 | 35:36,22 |
| Bieg uliczny na 10 km         | Petra Kamínková                                                                  | 34:34    | Jana Biolková                                                                | 35:15    | Vendula Frintová                                                              | 35:45    |
| Bieg przełajowy na 6 km       | Jana Biolková                                                                    | 22:06    | Petra Kamínková                                                              | 22:10    | Lenka Švaňhalová                                                              | 22:32    |
| Bieg górski                   | Irena Šádková                                                                    | 41:16    | Michaela Mannová                                                             | 42:01    | Pavla Havlová                                                                 | 42:57    |
| Półmaraton                    | Irena Šádková                                                                    | 1:19:40  | Radka Churáňová                                                              | 1:22:09  | Ivana Martincová                                                              | 1:22:57  |
| Maraton                       | Ivana Martincová                                                                 | 2:50:42  | Radka Churáňová                                                              | 2:59:07  | Milena Procházková                                                            | 3:02:32  |
| Bieg na 100 m przez płotki    | Lucie Martincová                                                                 | 13,22    | Petra Seidlová                                                               | 13,62    | Lenka Ostravská                                                               | 13,78    |
| Bieg na 400 m przez płotki    | Lucie Sichertová                                                                 | 59,44    | Ivana Sekyrová                                                               | 1:00,74  | Lucie Jašová                                                                  | 1:00,36  |
| Bieg na 3000 m z przeszkodami | Jana Biolková                                                                    | 9:49,40  | Barbora Kuncová                                                              | 10:22,05 | Anna Báčová                                                                   | 11:02,87 |
| Sztafeta 4 × 100 m            | USK Praha Tereza Košková Petra Seidlová Lucie Komrsková Hana Benešová            | 46,93    | USK Praha B Ester Tschiedelová Lenka Ostravská Zuzana Bičíková Jana Korešová | 47,92    | Škoda Plzeň Natálie Fričová Kateřina Čelišová Dana Eismanová Jana Šmídová     | 47,94    |
| Sztafeta 4 × 400 m            | ACP Junior Brno Lenka Masná Lucie Sichertová Tereza Nozarová Barbara Szlendaková | 3:46,58  | Sparta Praha Marie Burešová Eva Šebrlová Ivana Sekyrová Lucie Fišerová       | 3:47,05  | USK Praha Ester Tschiedelová Lucie Komrsková Lenka Ostravská Martina Morawska | 3:47,14  |
| Chód na 20 km                 | Barbora Dibelková                                                                | 1:39:46  | Monika Choděrová                                                             | 1:41:04  | Hana Herberová                                                                | 1:54:14  |
| Skok wzwyż                    | Zuzana Hlavoňová                                                                 | 1,92     | Iva Straková                                                                 | 1,88     | Barbora Laláková                                                              | 1,84     |
| Skok o tyczce                 | Pavla Hamáčková                                                                  | 4,55     | Michaela Boulová                                                             | 4,10     | Kateřina Baďurová                                                             | 4,00     |
| Skok w dal                    | Lucie Komrsková                                                                  | 6,34     | Zuzana Bičíková                                                              | 6,17     | Barbara Szlendaková                                                           | 6,13     |
| Trójskok                      | Martina Darmovzalová                                                             | 12,73    | Kateřina Hrabalová                                                           | 12,66    | Gabriela Donátová                                                             | 12,64    |
| Pchnięcie kulą                | Jana Kárníková                                                                   | 15,10    | Jitka Svatošová                                                              | 14,18    | Lenka Ledvinová                                                               | 14,03    |
| Rzut dyskiem                  | Věra Pospíšilová                                                                 | 65,86    | Vladimíra Racková                                                            | 59,17    | Jana Kárníková                                                                | 46,80    |
| Rzut młotem                   | Lucie Vrbenská                                                                   | 67,86    | Lenka Tomaštíková                                                            | 56,69    | Lenka Ledvinová                                                               | 53,86    |
| Rzut oszczepem                | Barbora Špotáková                                                                | 52,20    | Michaela Jačková                                                             | 47,54    | Helena Brejchová                                                              | 45,88    |
| Siedmiobój                    | Jana Klečková                                                                    | 5601     | Barbara Szlendaková                                                          | 5303     | Petra Šindelářová                                                             | 4946     |